# Hellering-lès-Fénétrange
 Hellering-lès-Fénétrange  es una comuna  y población de Francia, en la región de Lorena, departamento de Mosela, en el distrito de Sarrebourg y cantón de Fénétrange.
Su población en el censo de 1999 era de 157 habitantes.
Está integrada en la Communauté de communes du Pays de Fénétrange .

## Demografía
| 193 | 193 | 177 | 160 | 168 | 157 |
| Para los censos de 1962 a 1999 la población legal corresponde a la población sin duplicidades (Fuente: INSEE [Consultar]) |     |     |     |     |     |

- Datos: Q21885
- Multimedia: Hellering-lès-Fénétrange / Q21885

1. ↑  Worldpostalcodes.org, código postal n.º 57930.
2. ↑  INSEE, Datos de población para el año 2012 de Hellering-lès-Fénétrange (en francés).